# Dschargalsaichany Gerelsüch
Dschargalsaichany Gerelsüch (* 2. Juni 1996; mongolisch Жаргалсайханы Гэрэлсүх, international bekannt als Gerelsukh Jargalsaikhan) ist ein mongolischer Badmintonspieler. 

## Karriere
Dschargalsaichany Gerelsüch startete 2013 bei den Malaysia Juniors. Ein Jahr später nahm er bereits an den Asienspielen teil, wobei er im Herreneinzel und im Herrendoppel am Start war. Bei den genannten Starts schied er dabei jeweils in der Vorrunde aus. 